# 26 novembre 1932
Le samedi 26 novembre 1932 est le 331e jour de l'année 1932.

## Naissances
- Casimir Nowotarski, joueur de football français
- Hashimoto Mantaro (mort le 7 juin 1987), sinologue japonais
- Hayami Yujiro (mort le 24 décembre 2012), économiste japonais
- John Wayne Glover (mort le 9 septembre 2005), tueur en série australien

## Décès
- J. E. H. MacDonald (né le 12 mai 1873), peintre canadien

## Événements
- André Breton publie Vases communicants[1].
- Pacte de non-agression franco-soviétique. L’Union soviétique signe également des pactes de non-agression avec la Finlande, l’Estonie, la Lettonie et la Pologne.